# Kraszewice (gmina)
Pour les articles homonymes, voir Kraszewice.
Kraszewice [kraʂɛˈvit͡sɛ] est une commune rurale de la Voïvodie de Grande-Pologne et du powiat d'Ostrzeszów. Elle s'étend sur 75,1 km2 et comptait 3 652 habitants en 2010.
Elle se situe à environ 21 kilomètres au nord-est d'Ostrzeszów et à 133 kilomètres au sud-est de Poznań, la capitale régionale.

## Géographie
| - Plan de la gmina. - Situation de la gmina dans le powiat. |